# Alfred Hein (Schriftsteller)
Alfred Hein (Pseudonym: Julius Beuthen, * 7. Oktober 1894 in Beuthen/Oberschlesien; † 30. Dezember 1945 in Halle (Saale)) war ein deutscher Schriftsteller.

## Leben
Alfred Hein war der Sohn eines Volksschullehrers. Er wuchs in Oberschlesien auf und zeigte früh eine musikalische und literarische Begabung; seine erste Veröffentlichung erfolgte 1906 in Westermanns Monatsheften. Hein nahm als Freiwilliger am Ersten Weltkrieg teil.
Er gehörte einer Feldluftschiffer-Einheit an; später war er Meldegänger bei Infanterieeinheiten an der Westfront und nahm 1916 an der Schlacht um Verdun teil. Im gleichen Jahr erschien in der Liller Frontzeitung sein Gedicht Eine Kompanie Soldaten, das als Marschlied weite
Verbreitung fand.
Nach dem Ende des Ersten Weltkriegs gehörte Alfred Hein als Theaterkritiker der Redaktion der Hartungschen Zeitung in Königsberg an. Von 1923 bis 1930 leitete er ebendort die Landesabteilung der Reichszentrale für Heimatdienst. Ab 1930 lebte Alfred Hein als
freier Schriftsteller in Berlin.
Ab 1943 nahm Alfred Hein im Range eines Unteroffiziers am Zweiten Weltkrieg teil. Nach letzten Kämpfen seiner Einheit in Oberschlesien geriet er am 8. Mai 1945 in sowjetische Kriegsgefangenschaft und wurde zur Ableistung von Zwangsarbeit in den Osten der Ukraine verbracht. Dort erkrankte er so schwer, dass im Oktober 1945 der Rücktransport in die Heimat erfolgte. Nach zwischenzeitlicher Erholung erkrankte er Mitte Dezember 1945 erneut und fand Aufnahme in einem Heimkehrerlazarett in Halle (Saale), wo er zwei Wochen später verstarb.
Alfred Heins literarisches Werk umfasst Romane, Erzählungen, Kinder- und Jugendbücher, Essays, Gedichte und Hörspiele. Viele seiner Prosawerke sind beeinflusst vom Erlebnis des Ersten Weltkriegs; in seinen Gedichten pflegte er häufig einen volksliedhaften Ton.
Heins literarischer Nachlass wurde von seiner langjährigen Lebensgefährtin Annke-Margarethe Knauer betreut und befindet sich heute im Deutschen Literaturarchiv in Marbach am Neckar.

## Werke
- Sammelnde Trommel, Berlin 1917
- Die Terzinen an die tote Isot, Berlin 1918
- Die Lieder vom Frieden, Kornazki, Weimar 1919 Digitalisat beim Hathitrust = Digitalisat bei Google Books
- Der Unerlöste : Novellen und Skizzen, Norddeutscher Verlag für Literatur und Kunst, Stettin 1919 Digitalisat beim Hathitrust = Digitalisat bei Google Books
  - enthält die Titel Die Ausfahrt; Der Unerlöste; Die kleine Zeitungsgeschichte; Die silberne Hochzeit; Ein halber Tag; Hedwig & Edith; Ein Schloß in Kurland; Der erste Kuß; Ballade; Schnee; Die Amsel; Am Brückenwinkel; Die Rache; Einsamkeit
- Der Lindenfrieden : ein deutsches Liederbuch fürs Volk, Norddeutscher Verlag für Literatur und Kunst, Stettin 1920 Digitalisat beim Hathitrust = Digitalisat bei Google Books
- Tod ..., Norddeutscher Verlag für Literatur und Kunst, Stettin 1920
- Die Frauenburger Reise : Entdeckung einer ostpreußischen Landschaft, Heinrich Minden, Dresden & Leipzig 1921 Digitale Bibliothek Elbing
- Kurts Maler, Freiburg i. B. 1922
- Immanuel Kant und Königsberg zu seiner Zeit, Berlin 1924 (zusammen mit Albert Goedeckemeyer und K. H. Clasen)
- Neue Gedichte, Berlin 1924
- Pan und Elysia, Gräfe und Unzer, Königsberg/Pr. 1925
- Oberschlesien, Leipzig 1926 (zusammen mit Wilhelm Müller-Rüdersdorf)
- Eine Kompagnie Soldaten - In der Hölle von Verdun, Minden i.W. 1929 Digitalisat beim Hathitrust
- Annke : Kriegsschicksal eines ostpreußischen Mädchens (1915-1918), Stuttgart 1931 Schlesische Digitale Bibliothek
- Die Erstürmung des "Toten Manns" am 20. Mai 1916, Langensalza [u. a.] 1932
- Der Sinn des Kriegserlebnisses, Stuttgart 1932
- Der Alte vom Preußenwald : Hindenburgs sieghaftes Leben, (Aus deutschem Schrifttum und deutscher Kultur, Band 437/438) Julius Beltz, Langensalza - Berlin - Leipzig [u. a.] 1933 Schlesische Digitale Bibliothek (Digitalisat der 3. Aufl.)
- Sturmtrupp Brooks, Leipzig 1933 Digitalisat beim Hathitrust = Digitalisat bei Google Books; 2. Digitalisat beim Hathitrust = Digitalisat bei Google Books
- Über zertrümmerte Brücken - vorwärts!, Julius Beltz, Langensalza - Berlin - Leipzig [u. a.] 1933
- Gloria! Viktoria! : Erzählung aus der Tannenbergschlacht 1914, Julius Beltz, Langensalza - Berlin - Leipzig [u. a.] 1934 Digitalisat beim Hathitrust =
- Das kleine Buch vom Großen Krieg, Julius Beltz, Langensalza - Berlin - Leipzig [u. a.] 1934
- Fridericus und mein Vorfahr, Julius Beltz, Langensalza - Berlin - Leipzig [u. a.] 1936
- Der Trommler schlägt Parade!, Halle 1936
- Leuchtfeuer über Preußen, Julius Beltz, Langensalza - Berlin - Leipzig [u. a.] 1937
- Greift an, Grenadiere!, Gustav Weise, Berlin 1939 Schlesische Digitale Bibliothek
- Beates Vater, Leipzig 1940 Schlesische Digitale Bibliothek
- Kleine Geschichten von großen Leuten, Stuttgart 1940
- Ein Teufelskerl, Berlin 1940
- General Rössel greift ein, Berlin 1941
- Die Meistergeige, Berlin 1941
- Schach dem Sonnenkönig : Taten und Siege des Prinzen Eugen, Berlin 1941 Schlesische Digitale Bibliothek
- Verliebte Ferienreise, Magdeburg 1941
- Du selber bist Musik, Berlin 1942 Schlesische Digitale Bibliothek
- Höhe 304, Leipzig 1942
- ’s Nannerl : eine Geschichte aus dem Leben der Schwester Mozarts, Berlin 1942 Digitalisat beim Hathitrust = Digitalisat bei Google Books
- Paul rettet die Verschleppten, Berlin 1942
- Der Zauberlehrling, Berlin 1942
- Seydlitz : Reiter für Friedrichs Ehre, Berlin 1943 Schlesische Digitale Bibliothek
- Susanne und Jucunda, Magdeburg [u. a.] 1943
- Ruhig Blut, Gustav! und andere Erzählungen, Berlin 1944
- Zuhausmusik : Geschichten, Betrachtungen, Briefe und Gedichte. Ein Kranz der Erinnerung an den Dichter und seine oberschlesische Heimat, Augsburg 1968 Zuhausmusik: Geschichten, Betrachtungen, Briefe und Gedichte
- Unter den Sternen, Darmstadt 1969
- Zu Haus in Oberschlesien, Dülmen/Westfalen 1982
- Der blaue Vogel, Dülmen/Westf. 1984
- Delta des Lebens, Dülmen 1984 Schlesische Digitale Bibliothek
- Zwei Welten : Gedichte Digitalisat beim Hathitrust